# ハム・ソーセージ・ベーコン製造技能士
ハム・ソーセージ・ベーコン製造技能士（ハム・ソーセージ・ベーコンせいぞうぎのうし）とは、国家資格である技能検定制度の一種で、都道府県知事（問題作成等は中央職業能力開発協会、試験の実施等は都道府県職業能力開発協会）が実施する、ハム・ソーセージ・ベーコン製造に関する学科及び実技試験に合格した者をいう。
なお職業能力開発促進法により、ハム・ソーセージ・ベーコン製造技能士資格を持っていないものがハム・ソーセージ・ベーコン製造技能士と称することは禁じられている。1級合格者は職業訓練指導員 (食肉科)試験の実技試験と学科試験の関連学科が免除され、2級合格者は実技試験が免除される。

## 級別
1級、2級がある。

## 実技作業試験内容（ハム・ソーセージ・ベーコン製造作業）
- 1級
  - 作業試験
    - 脱骨した豚肩肉を肩ロース、肩ばら、腕及びすねの4部位に分割し、生肉販売用食肉、ショルダーベーコン及びショルダーハム用原料食肉、多目的な加工用赤肉に整形する。
    - ソーセージをスライスし、包装を行う。
    - ピックルの調製を行う。

試験時間＝1時間5分
  - 要素試験：ハム類、ソーセージ類及びベーコン類の材料、製品等の判別について行う。試験時間＝26分
- 2級
  - 作業試験
    - 脱骨した豚肩肉を肩ばら、腕及びすねの3部位に分割し、すじ引き等を行う。
    - ソーセージをスライスし、包装を行う。

試験時間＝35分
  - 要素試験：ハム類、ソーセージ類及びベーコン類の材料、製品等の判別について行う。試験時間＝18分